# Ochropleura clarivena
Ochropleura clarivena är en fjärilsart som beskrevs av Rudolf Püngeler 1899. Ochropleura clarivena ingår i släktet Ochropleura och familjen nattflyn. Inga underarter finns listade i Catalogue of Life.